# Ґюнтер Андерс
Ґюнтер Андерс (нім. Günther Anders; 12 липня 1902, Бреслау, ім'я при народженні Ґюнтер Штерн (нім. Günther Stern), Німецька імперія — 17 грудня 1992, Відень, Австрія) — німецько-австрійський філософ, письменник і поет. Активний учасник усесвітнього антиядерного і антивоєнного руху.
Андерс займався етичними та технічними проблемами своєї епохи; його основною темою було знищення людства. Він був співзасновником і провідною фігурою руху проти ядерної енергії, відданим критиком технологій і філософом мас-медіа. Незважаючи на його віддаленість від академічної університетської філософії, Андерс в наш час сприймається як предмет дослідження в університетах і обговорюється в численних дисертаціях.

## Біографія
Походить з єврейської родини вчених-психологів. Син засновників дитячої психології Клари і Вільяма Штерн, двоюрідний брат Вальтера Беньяміна. Навчався в Берліні у Едмунда Гуссерля та Мартіна Гайдеггера (разом з Гансом Йонасом і Ганною Арендт), Ернста Кассірера та Пауля Тілліха. Пізніше став критиком Мартіна Гайдеггера. Був близький до Франкфуртської школи соціальних досліджень (Теодор Адорно, Герберт Маркузе, Макс Горкгаймер, Еріх Фромм та ін.) Був одружений з Ганною Арендт (1929–1937). Після приходу до влади нацистів емігрував спочатку в Париж, а потім в 1936 — в США. В 1950 році повернувся до Європи, оселився у Відні, отримав австрійське громадянство.
Здобув популярність після публікації книги «Застарілість людини» (1956). Їздив в Хіросіму та Нагасакі в 1958 році, в Освенцим в 1966 році, після чого публікував нариси про свої подорожі в книгах «Людина на мосту» (1959) і «Напис на стіні» (1967). Друга книга (з главою про Освенцім під назвою «Екскурсія в Аїд») — це щоденник, який охоплює період з 1941 по 1966рік.

## Основні праці
- «Застарілість людини» (нім. Die Antiquiertheit des Menschen, 1956)
- «Людина на мосту» (1959)
- «Напис на стіні» (нім. Die Schrift an der Wand, 1967)

Автор монографій про Родена, Кафку, Георга Гросса, Брехта, Гайдеггера.